# Cyahinda (Sektor)
Cyahinda (Kinyarwanda Umurenge wa Cyahinda) ist ein Sektor im Distrikt Nyaruguru in der Südprovinz von Ruanda.

## Geographie
Cyahinda hat eine Fläche von 53,3 km² und liegt auf einer Höhe von etwa 1800 m. Der Sektor unterteilt sich in die fünf Zellen Cyahinda, Coko, Gasasa, Muhambara und Rutobwe. Nachbarsektoren sind im Norden Rusenge, im Osten Nyagisozi, im Südwesten Busanze und im Nordwesten Munini. Im Süden grenzt Cyahinda an das Nachbarland Burundi. Die West- und Südgrenze des Sektors bildet der Fluss Akanyaru. In diesen mündet innerhalb des Sektors der Nyakiziga.

## Bevölkerung
Nach Stand der Volkszählung von 2022 liegt die Einwohnerzahl bei 24.929. Zehn Jahre zuvor waren es 21.377, was einem jährlichen Bevölkerungszuwachs von 1,6 Prozent zwischen 2012 und 2022 entspricht.

## Verkehr
Durch den Norden des Sektors verläuft eine District Road.